# Enclave (jeu vidéo)
Enclave est un jeu vidéo d'action en vue objective développé par Starbreeze Studios, sorti en 2002 sur Xbox et en 2003 sur Windows. Un portage du jeu est sorti sur Wii en France en 2012 sous l'appellation Enclave: Shadows of Twilight. L'action du jeu prend place dans un univers médiéval imaginaire. Le joueur incarne un guerrier qui fait partie soit du peuple de la Lumière, soit de celui des Ténèbres. Chaque camp offre au joueur des missions différentes et uniques, qui reflètent l'orientation choisie.

## Système de jeu
Enclave est un jeu d'action en vue à la troisième personne. Le joueur utilise des armes médiévales et de la magie pour combattre les ennemis. Au début de chaque mission, le joueur choisit son personnage, ses armes et son équipement. Des armes et des équipements supplémentaires peuvent être débloqués avec l'or que l'on récolte pendant chaque mission.

## Trame
Il y a 1000 ans de cela, les armées de Dreg'Altar, commandés par le démon Vatar, essayaient par-dessus tout d'anéantir le peuple de Celenheim. Dans un acte désespéré, le grand sorcier Zale créa une gigantesque Faille tout autour de Celenheim, permettant de garder à distance les armées de Vatar dans les étendues ténébreuses, stériles et corrompues. Au fil des années, Celenheim s'est érigée en Enclave de l'ordre, de la justice et de la vérité. Mais alors que ses habitants ont oublié la guerre et vaquent à leurs occupations quotidiennes, la Faille se referme petit à petit, et le Mal menace à nouveau Celenheim. Un héros improbable, sorti de prison par le plus grand hasard, devra se battre pour la Lumière ou pour les Ténèbres, afin de soit détruire le Roi-démon Vatar, soit de tuer la Reine de Celenheim.

## Accueil
- Jeux vidéo Magazine : 12/20[1]